# Christian-Jaque
Christian-Jaque (4 de agosto de 1904-8 de julio de 1994) fue un director cinematográfico francés.

## Biografía
Su verdadero  nombre era Christian Maudet, y nació en París, Francia.  Christian-Jaque empezó su carrera cinematográfica en la década de 1920 como ayudante artístico y diseñador de producción. Al principio de los años treinta empezó a dedicarse a escribir guiones y a la dirección, trabajando hasta mediada la década de 1980, aunque desde 1970 en adelante la mayor parte de su trabajo fue televisivo.  
Christian-Jaque ganó el premio al mejor director en el Festival de Cannes de 1952 por su popular película de aventuras Fanfan la Tulipe. Además, en el Festival Internacional de Cine de Berlín de ese año consiguió el Oso de Plata por el mismo film.
Desde 1954 a 1959 estuvo casado con la actriz Martine Carol, la cual actuó en varias películas dirigidas por él, entre ellas Lucrece Borgia (1953), Madame du Barry (1954), y Nana (1955).
Christian-Jaque falleció en 1994 en Boulogne-Billancourt, Francia, a causa de un ataque cardíaco. Fue enterrado en el Cementerio del Père-Lachaise, en París .

## Filmografía selecta
- Les disparus de Saint-Agil (1938)
- La Symphonie fantastique (1942)
- Voyage sans espoir (1943)
- Un revenan (1946)
- La chartreuse de Parme (1948)
- Singoalla (1949)
- Adorable Creatures (1952)
- Barbe-Bleue (1951)
- Fanfan la Tulipe (1952)
- Lucrèce Borgia (1953)
- Destinées (1954)
- Madame du Barry (1954)
- Si tous les gars du monde (1955)
- Babette s'en va-t-en guerre (1959)
- La legge è legge (1958)
- Madame Sans-Gene (1961)
- El tulipán negro (1964)
- Le gentleman de Cocody (1965)
- The Dirty Game (1965)
- Le Saint prend l'affût (1966)
- Geheimnisse in goldenen Nylons (1967)
- Los amores de Lady Hamilton (1968)
- Las petroleras (1971)
- Ambición fallida (1975)
- La vie parisienne (1977)

## Premios y distinciones
Festival Internacional de Cine de Cannes
| Año  | Categoría      | Película         | Resultado |
| ---- | -------------- | ---------------- | --------- |
| 1952 | Mejor Director | Fanfan la Tulipe | Ganador   |

Festival Internacional de Cine de Venecia
| Año  | Categoría   | Película                | Resultado |
| ---- | ----------- | ----------------------- | --------- |
| 1937 | Mejor Guion | Las perlas de la corona | Ganador   |

Festival Internacional de Cine de Berlín
| Año  | Categoría    | Película             | Resultado |
| ---- | ------------ | -------------------- | --------- |
| 1952 | Oso de Plata | Fanfán el invencible | Ganador   |